# Hersted Industripark
Hersted Industripark, tidligere Herstedøster Industricentrum, er et erhvervs- og industriområde i den nordlige del af Albertslund Kommune tæt på Herstedøster. Industriparken blev etableret i midten af 1960'erne, i samme periode som de første dele af Albertslund blev opført. De første virksomheder flyttede ind i 1964.
Industriparken består af området vest for Nordre Ringvej, nord for Gamle Landevej og øst for Herstedøstervej. Ved indførelsen af postnumre i Danmark i 1967 udgjorde Herstedøster Industricentrum sammen med nogle boligområder beliggende øst for Herstedøstervej en undtagelse fra reglen om, at postnumre som regel fulgte de daværende kommunegrænser. Området har stadig postnummer 2600 for Glostrup.
I 2013 vandt et team bestående af Arkitekt Kristine Jensens Tegnestue, SLETH og Norconsult en arkitektkonkurrence om en ny udviklingsplan for Hersted Industripark.